# Pristomyrmex wheeleri
Pristomyrmex wheeleri é uma espécie de formiga do gênero Pristomyrmex, pertencente à subfamília Myrmicinae.